# Saphir (Q44)
Pour les articles homonymes, voir Saphir (homonymie).
Le Saphir est un sous-marin de la marine française construit à La Seyne-sur-Mer à partir de 1903. Il fait partie de la classe Émeraude.

## Historique
Dès son lancement, le Saphir est affecté en Méditerranée. En 1913, il rejoint une escadrille basée à Bizerte pour défendre cette zone. Fin 1914, il part pour les Dardanelles rejoindre sa base à Ténédos pour participer à la surveillance et au blocus des détroits.
Le 13 décembre 1914, un sous-marin anglais, le HMS B11, arrive à entrer dans les détroits et à couler un cuirassé turc, le Messudiyeh.
Le 15 janvier 1915, pour suivre l'exemple du B11 et sans ordre préalable, le commandant du Saphir, le LV Henri Fournier, tente de forcer l'entrée des détroits.
Naviguant en plongée pour passer un barrage de mines, au large de Chanak, le Saphir s'échoue d'abord sur un banc de sable, puis en faisant machine arrière s'immobilise sur le fond. Une voie d'eau survient, sans possibilité de l'atténuer. Pour se sortir de cette fâcheuse position, le sous-marin est obligé de larguer les plombs de sécurité. Cette manœuvre de la dernière chance lui permet de refaire surface, pour se retrouver sous le feu des canons ennemis. Le commandant donne alors l'ordre de détruire les documents de bord et d'abandonner le sous-marin qui commence à couler. Se trouvant à 1 500 m de la côte, l'équipage tente alors de gagner la terre à la nage.
Les rescapés qui n'ont pas péri de froid (13 hommes sur 27 ; les deux officiers ne survivent pas) sont récupérés par deux barques de l'armée turque et transférés, après interrogatoire, dans des bagnes notamment à Afyonkarahisar. Certains sont peu après emmenés dans des camps de prisonniers en Asie mineure d'où ils réussissent à s'échapper.

## Statut de l'équipage
À la fin 1918, le statut de l'équipage du Saphir était le suivant :
| Grade                | Nom - Prénom         | Statut   | Grade                | Nom - Prénom        | Statut    |
| -------------------- | -------------------- | -------- | -------------------- | ------------------- | --------- |
| LV                   | Fournier Henri       | Décédé   | EV1                  | Cancel Joseph       | Décédé    |
| PM électricien       | Bonnet Paul          | Décédé   | QM torpilleur        | Picholet Amédée     | En Russie |
| SM mécanicien        | Bodros Jean-François | Rapatrié | QM électricien       | Legall Vincent      | Rapatrié  |
| SM torpilleur        | Laroche Jules        | Décédé   | QM mécanicien        | Mathé André         | Rapatrié  |
| SM manœuvrier        | Millord Léon         | Décédé   | QM mécanicien        | René Jean           | Rapatrié  |
| SM mécanicien        | Mandiri Albert       | Rapatrié | QM mécanicien        | Gutton Francis      | Rapatrié  |
| QM torpilleur        | Buisson Léon         | Décédé   | QM mécanicien        | Cerda Alexandre     | Rapatrié  |
| QM électricien       | Lucas Jean-François  | Décédé   | Mlot torpilleur      | Beveracci Quilienis | Rapatrié  |
| QM électricien       | Mabon Pierre         | Décédé   | Mlot électricien     | Germain Julien      | En Russie |
| QM électricien       | Pape Jean-Marie      | Décédé   | Mlot électricien     | Beauvais Alfred     | Rapatrié  |
| QM électricien - TSF | Lafitte Joseph       | Décédé   | Mlot sans spécialité | Di Mauro François   | Rapatrié  |
| QM mécanicien        | Breut Henri          | Rapatrié | Mlot timonier        | Colleau François    | Décédé    |
| QM mécanicien        | Daguenet Marcel      | Décédé   | Mlot cuisinier       | Millot Georges      | Décédé    |
| QM mécanicien        | Quillec Pierre       | Décédé   |                      |                     |           |

## Citation

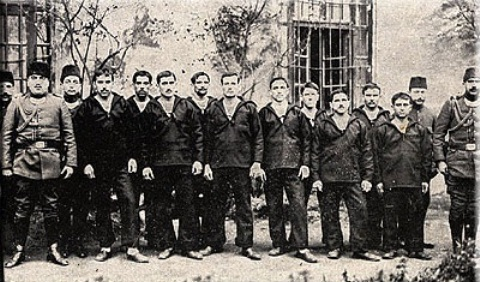
L'équipage du Saphir en captivité en Turquie en 1915.

Citation à l'ordre du jour pour les officiers et marins des sous-marins Saphir et Curie par l'amiralissime de l'Armée navale Boué de Lapeyrère - 23 janvier 1915
« Les sous-marins Saphir et Curie tombés glorieusement au champ d'honneur sont portés à l'ordre du jour de l'Armée Navale.

Dans son affliction d'avoir vu succomber d'aussi vaillants serviteurs du pays, le commandant en chef rappelle à tous combien l'armée doit être fière d'avoir dans ses rangs des officiers et des équipages capables d'actions aussi héroïques que celles qui ont été accomplies par ces valeureux bâtiments dont les noms resteront dans les fastes maritimes.

Honneur et gloire aux  officiers et équipages  du Saphir et du Curie, ils ont bien mérité de la Patrie. »